# Iridium 33
O Iridium 33, foi um satélite de comunicação Norte americano, que no dia 10 de fevereiro de 2009, às 19h56 de Moscou (14h56 de Brasília) chocou-se com outro satélite, o Kosmos 2251 a cerca de 800 quilômetros de altitude, no zênite da Sibéria, provocando um lançamento de milhares de destroços na órbita baixa da Terra.

## Missão
O Iridium 33 fazia parte de uma rede de comunicação comercial que consistia em uma constelação de 66 espaçonaves LEO. O sistema usa a banda L para fornecer serviços de comunicações globais por meio de aparelhos portáteis. O serviço comercial começa em 1998. O sistema emprega estações terrestres com um complexo de controle mestre em Landsdowne, Virginia, um backup na Itália e um terceiro centro de engenharia em Chandler, Arizona.

## Nave espacial
A espaçonave foi estabilizada em 3 eixos, com um sistema de propulsão de hidrazina. Possuía 2 painéis solares com articulação em 1 eixo. O sistema empregou L-Band usando FDMA / TDMA para fornecer voz a 4,8 kbps e dados a 2 400 bps com margem de 16 dB. Cada satélite tinha 48 feixes pontuais para cobertura da Terra e usava a Banda Ka para crosslinks e comando de solo.

## Destruição
Em 10 de fevereiro de 2009, às 16h56 UTC, a cerca de 800 km de altitude, Kosmos 2251 (1993-036A) (um satélite Strela abandonado) e Iridium 33 colidiram, resultando na destruição de ambas as espaçonaves. NASA relatou que uma grande quantidade de detritos espaciais foi produzida pela colisão, ou seja, 1 347 detritos para Kosmos 2251 e 528 para Iridium 33.